# Rio Boianu
O Rio Boianu é um rio da Romênia afluente do Rio Valea Răchiţelii, localizado no distrito de Hunedoara.